# Hervé Lamizana
Hervé Mamadov Lamizana (Abidjan, 22 januari 1981) is een Frans-Ivoriaans voormalig basketballer. Hij speelde meest onder meer in Israël, en voor de Shangdong Lions in de  Chinese Basketball Association. In 2011 speelt hij in Puerto Rico voor de Indios Mayaguez.